# مهین‌دخت صدیقیان
مَهین‌دُخت صدیقیان (زادهٔ ۱۳۱۴ در مشهد - درگذشتهٔ ۱۳۷۸) پژوهشگر و استاد زبان و ادبیات فارسی و از نخستین فارغ‌التحصیلان رشتهٔ زبان و ادبیات فارسی دانشکدهٔ ادبیات دانشگاه مشهد بود و دورهٔ فوق‌لیسانس و دکتری را در همین رشته در دانشگاه تهران گذراند. صدیقیان شاگرد استادان مطرحی همچون علی‌اکبر فیاض، سید احمد خراسانی، غلامحسین یوسفی، بدیع‌الزمان فروزانفر، پرویز ناتل خانلری، سید جعفر شهیدی، عبدالحسین زرین‌کوب و ذبیح‌الله صفا بوده‌است.

## زندگی
مهین‌دخت صدیقیان پیش از پایان تحصیلات دورهٔ دکتری، سه سال در بنیاد فرهنگ ایران خدمت کرد و در سال ۱۳۵۴، بعد از اخذ دانشنامهٔ دکتری، به فرهنگستان ادب و هنر منتقل شد و در آنجا به گروه پژوهشی اساطیر ایران به سرپرستی مهرداد بهار پیوست و مدتی نیز سرپرست این طرح بود.
او پس از تأسیس مؤسسهٔ مطالعات و تحقیقات فرهنگی، در گروه تهیهٔ معجم المفهرس برای کتب اربعه شیعه مشغول به کار شد و چند سال هم سرپرستی گروه را بر عهده داشت.

## آثار
- «فرهنگ واژه نمای غزلیات سعدی»[۲]
- «فرهنگ واژه نمای حافظ به انضمام، فرهنگ بسامدی، بر اساس حافظ پرویز ناتل خانلری»[۳]
- «دیوان زیب النساء، مخفی»[۴]
- «زبان خوش آهنگ فارسی (مجموعه مقالات و تحقیقات ادبی)»[۵]
- «ویژگیهای نحوی زبان فارسی در نثر قرن پنجم و ششم هجری»[۶]
- «فرهنگ اساطیری - حماسی ایران به روایت منابع بعد از اسلام: پیشدادیان»[۷]
- «فرهنگ اساطیری - حماسی ایران به روایت منابع بعد از اسلام: کیانیان»[۸]